# Korisničko sučelje
Korisničko sučelje je mjesto susreta odnosno dodira između operatera (osobe) i nekog stroja, sustava ili naprave. Primjerice korisničko sučelje kod vozila sačinjeno je od: raznih papučica (kvačilo, kočnica, ubrzanje), ručne kočnice, mjenjača brzina, volana i raznih indikatora, te instrumentalnog panela, i stakla koji omogućava pregled okoliša u kojem se kreće vozilo. Indikatori omogućavaju operateru da napravi odluke prilikom vožnje. Efikasnost nekog korisničnog sučelja ovisno je o namjeni, ergonomiji, i izvedbi. U računarstvu korisničko sučelje obično se poveziva s korisničkim sučeljem dok se nazivlje za strojeve rabi strojno sučelje.